# Monkey Majik

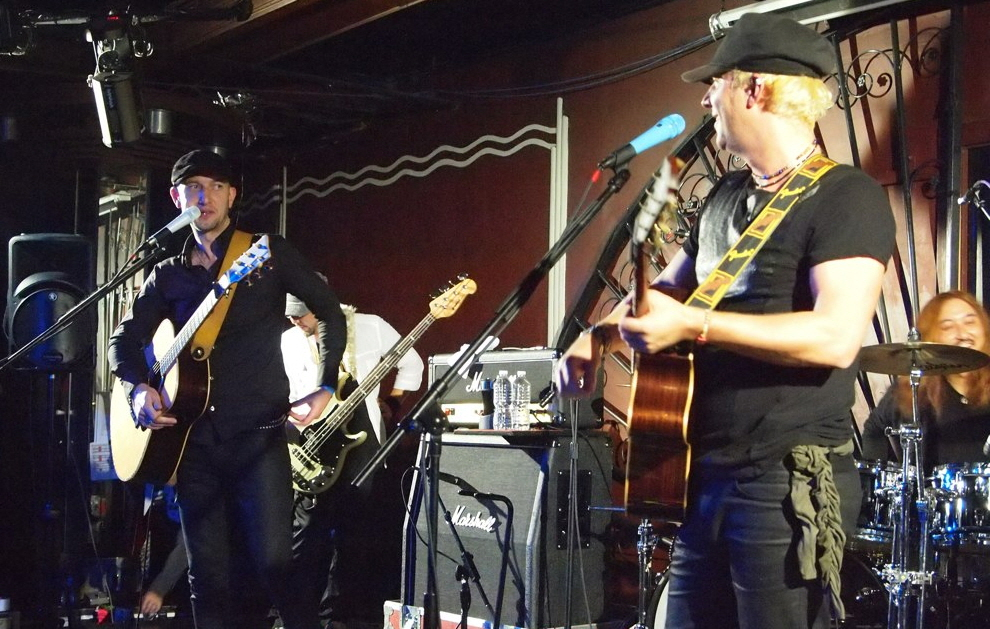
Monkey Majik (2012)

Monkey Majik ist eine kanadisch-japanische Pop-Rock-Band. Sie wurde im Jahr 2001 gegründet und besteht aus den kanadischen Brüdern Maynard und Blaise Plant und zwei japanischen Mitgliedern (Tax und Dick).

## Bandprofil
Da die Hälfte der Mitglieder fremdländischen Ursprungs sind und die Songtexte sowohl auf Japanisch als auch auf Englisch singen, wird die Band manchmal als "Hybrid-Band" bezeichnet. Gamanaged werden Monkey Majik von Edward Limited. Sie stehen bei binyl records unter Vertrag, einem Tochterunternehmen des japanischen Unterhaltungskonzerns Avex. Die Live-Aufnahmen werden von Under Horse Records verkauft, wo die Band bereits vor ihrem Major-Label-Debüt unter Vertrag stand. Trotz des großen Erfolgs der Band befindet sich ihr Hauptsitz in Sendai etwa 350 km außerhalb Tokyos. Damit unterscheiden sie sich stark von dem Großteil japanischer Musiker, die nach einem Erfolg in der Mainstream-Szene oft nach Tokyo ziehen.

## Bandmitglieder
- Maynard Plant (* 6. August 1975 in Ottawa, Ontario, Kanada): Gesang und Gitarre. Maynard Plant, der einen Abschluss der Queen’s University hat, ist der Gründer der Band. Er spricht fließend Englisch, Französisch und Japanisch und beherrscht den Nambu-Dialekt (なんぶべん, Nambu-ben). Noch während seiner Zeit in Kanada schrieb er Lieder zum Zeitvertreib, trat aber nur privat als Musiker auf. Nach Japan kam er als Assistant Language Teacher (ALT). Die Gründung von Monkey Majik erfolgte ursprünglich im Jahr 2000 gemeinsam mit Thomas Pritchard, Chad Ivany und Misao Urushizaka. Als Pritchard und Ivana die Band verließen, lud Maynard seinen jüngeren Bruder in die Gruppe ein. Er respektiert die Band Godiego, von deren Song "Monkey Majik" sich der Bandname ableitet, sehr. Er geht sogar soweit sie als "Götter" zu bezeichnen. Andere japanische Musiker, die er sehr bewundert, schließen UA, Oda Masashi und Spitz ein. Maynards Soloprojekt blanc., welches bereits 2003 gestartet wurde, hat ihm viel Anerkennung in Asien eingebracht. blanc.'s Zusammenarbeiten mit freeTEMPO und anderen japanischen Untergrundkünstlern haben ihm besondere Anerkennung in Korea und China verliehen. Sein Vater ist ebenfalls ein professioneller Musiker, welcher in der Vergangenheit mit Paul Anka spielte.
- Blaise Plant (* 18. März 1980 in Ottawa, Ontario, Kanada, als Blaise Joseph Anthony Plant): Gesang und Gitarre. Maynards jüngerer Bruder spricht fließend Englisch, Französisch und Japanisch. Blaise spielt für eine örtliche Eishockey-Mannschaft in Sendai. Er war als Sänger und Songschreiber aktiv, als er noch auf die High School ging und in Clubs auftrat. In Kanada studierte er an der University of Lethbridge und war Solo-Künstler und Schauspieler. Blaise führte die Band zusammen mit Maynard 2001 weiter. 2007 startete er sein eigenes Label, daydream PRODUCTIONS, und stellte seinen offiziellen Blog online. Am 3. März 2008 startete er sein Soloprojekt "The Alphabet Project", bei dem jeder Song auf Platz 1 der Syncl Download Charts landete. Durch den Mix aus Englisch, Japanisch und Französisch hat sich "The Alphabet Project" in Kanada, den USA, Europa und Asien einen Namen gemacht. Blaise wird sein erstes ganzes Album "Painting Music" im Herbst dieses Jahres veröffentlichen und arbeitet derzeit an einem Film, bei dem er Regie führt.
- tax tax (bürgerlich: Takuya Kikuchi (菊池 拓哉); * 31. August 1975 in Sendai, Präfektur Miyagi, Japan): Schlagzeug. tax schreibt großteilig an den Songs mit. Er arbeitete ursprünglich als Zahntechniker für 5 Jahre und wurde dann Büroangestellter. Er wurde Maynard und Blaise durch einen Freund vorgestellt. Bevor er der Schlagzeuger für Monkey Majik wurde, bestand seine Erfahrung mit diesem Instrument lediglich aus zwei Jahren, die er an der Junior High School verbrachte.
- DICK (* 10. März 1978 in Sapporo, Hokkaidō, Japan): Bassist. Er war zuvor Mitglied einer funk soul Band namens Soul Addiction unter dem Namen Hideki Dick Mori. Außerdem war er Mitglied einer Jazz-Band namens Private Kitchen. Die drei Mitglieder luden DICK, welcher in Sendai sehr bekannt als Bassist war, in eine Bar in Kokubun Cho ein. Sie brachten ihn dazu zu trinken, bis er zustimmte Monkey Majik beizutreten. Er wurde Mitglied und ersetzte Urushizaka mit dem Erscheinen des zweiten Indie Albums der Band "eastview".

## Diskografie

### Studioalben
| Jahr | Titel                                 | Höchstplatzierung, Gesamtwochen, AuszeichnungChartsChartplatzierungen (Jahr, Titel, Platzierungen, Wochen, Auszeichnungen, Anmerkungen) | Anmerkungen                                                                                              |
| Jahr | Titel                                 | JP | Anmerkungen                                                                                              |
| ---- | ------------------------------------- | --- | --- |
| 2002 | Tired                                 | — | Erstveröffentlichung: 13. Mai 2002 Verkäufe JP: + 1.000; Selbstverlag                                    |
| 2003 | Spade                                 | JP192 (7 Wo.)JP | Erstveröffentlichung: 24. September 2003 Verkäufe JP: + 6.400; Independent-Debüt bei Under Horse Records |
| 2005 | Lily                                  | JP221 (3 Wo.)JP | Erstveröffentlichung: 9. Februar 2005 Verkäufe JP: + 2.400                                               |
| 2005 | Get Started                           | JP135 (5 Wo.)JP | Erstveröffentlichung: 13. April 2005 Verkäufe JP: + 4.300                                                |
| 2005 | Eastview                              | JP122 (11 Wo.)JP | Erstveröffentlichung: 21. September 2005 Verkäufe JP: + 14.000                                           |
| 2006 | Best 2000–2005                        | JP18 (8 Wo.)JP | Erstveröffentlichung: 8. März 2006 Verkäufe JP: + 23.730                                                 |
| 2006 | Thank You                             | JP5 Gold · (17 Wo.)JP | Erstveröffentlichung: 24. Mai 2006 Verkäufe JP: + 83.810; Major-Debüt bei binyl records                  |
| 2007 | Sora wa Maru de                       | JP3 Platin · (26 Wo.)JP | Erstveröffentlichung: 25. Juli 2007 Verkäufe JP: + 247.688                                               |
| 2008 | Time                                  | JP2 Gold · (13 Wo.)JP | Erstveröffentlichung: 3. September 2008 Verkäufe JP: + 110.668                                           |
| 2010 | Monkey Majik Best: 10 Years & Forever | JP4 Gold · (30 Wo.)JP | Erstveröffentlichung: 14. Juli 2010 Verkäufe JP: + 83.000                                                |
| 2011 | Westview                              | JP9 (8 Wo.)JP | Erstveröffentlichung: 2. Februar 2011 Verkäufe JP: + 18.000                                              |
| 2011 | Rare Tracks                           | JP28 (6 Wo.)JP | Erstveröffentlichung: 2. März 2011 Verkäufe JP: + 6.700                                                  |
| 2012 | Somewhere Out There                   | JP7 (13 Wo.)JP | Erstveröffentlichung: 7. März 2012 Verkäufe JP: + 16.700                                                 |
| 2012 | English Best                          | JP34 (4 Wo.)JP | Erstveröffentlichung: 5. Dezember 2012                                                                   |
| 2013 | DNA                                   | JP11 (6 Wo.)JP | Erstveröffentlichung: 16. Oktober 2013                                                                   |
| 2015 | Colour By Number                      | JP16 (4 Wo.)JP | Erstveröffentlichung: 4. Februar 2015                                                                    |
| 2015 | Monkey Majik Best: A.RI.GA.TO         | JP19 (6 Wo.)JP | Erstveröffentlichung: 21. Oktober 2015                                                                   |
| 2016 | Southview                             | JP21 (6 Wo.)JP | Erstveröffentlichung: 9. März 2016                                                                       |
| 2018 | Enigma                                | JP28 (2 Wo.)JP | Erstveröffentlichung: 21. März 2018                                                                      |
| 2019 | Collaborated                          | JP44 (4 Wo.)JP | Erstveröffentlichung: 6. März 2019                                                                       |
| 2020 | Northview                             | JP23 (3 Wo.)JP | Erstveröffentlichung: 26. Februar 2020 Verkäufe JP: + 1.903                                              |
| 2021 | 20th Anniversary Best                 | JP37 (4 Wo.)JP | Erstveröffentlichung: 20. Januar 2021                                                                    |
| 2023 | Curtain Call                          | JP38 (2 Wo.)JP | Erstveröffentlichung: 25. Januar 2023 Verkäufe JP: + 1.261                                               |
| 2024 | Circles                               | JP45 (3 Wo.)JP | Erstveröffentlichung: 24. Juli 2024 Verkäufe JP: + 1.124                                                 |

### Singles
| Jahr | Titel Album                                                      | Höchstplatzierung, Gesamtwochen, AuszeichnungChartsChartplatzierungen (Jahr, Titel, Album, Platzierungen, Wochen, Auszeichnungen, Anmerkungen) | Anmerkungen |
| Jahr | Titel Album                                                      | JP | Anmerkungen |
| ---- | ---------------------------------------------------------------- | --- | --- |
| 2006 | Fly Thank You                                                    | JP19 (12 Wo.)JP | Erstveröffentlichung: 18. Januar 2006 Verkäufe JP: + 22.214                                                                                                   |
| 2006 | Around The World Thank You                                       | JP4 Gold + Gold (Digital) · (13 Wo.)JP | Erstveröffentlichung: 22. Februar 2006 · Verkäufe JP: + 160.755 · + JP: Platin (Mobile Downloads), + JP: ×2Doppelplatin (Klingelton) , + JP: Gold (Downloads) |
| 2006 | Futari Sora wa Marude                                            | JP15 (5 Wo.)JP | Erstveröffentlichung: 4. Oktober 2006 Verkäufe JP: + 10.052                                                                                                   |
| 2007 | Picture Perfect Sora wa Marude                                   | JP23 (5 Wo.)JP | Erstveröffentlichung: 7. Februar 2007 Verkäufe JP: + 5.527; feat. M-Flo                                                                                       |
| 2007 | Sotsugyō, soshite mirai e. Sora wa Marude                        | JP24 (6 Wo.)JP | Erstveröffentlichung: 14. März 2007 Verkäufe JP: + 5.410; feat. Seamo                                                                                         |
| 2007 | Change Sora wa Marude                                            | JP52 (4 Wo.)JP | Erstveröffentlichung: 25. April 2007 Verkäufe JP: + 10.052; feat. Yoshida Brothers                                                                            |
| 2007 | Monkey Magic Sora wa Marude                                      | JP20 (12 Wo.)JP | Erstveröffentlichung: 27. Juni 2007 Verkäufe JP: + 26.788 |
| 2007 | Sora wa Marude                                                   | JP— ×2Doppelplatin (Digital) + Platin (Mobile Downloads)JP                                                                                     | Erstveröffentlichung: 25. Juli 2007 · + JP: ×2Doppelplatin (Klingelton) , + JP: Gold (Streaming)                                                              |
| 2008 | Together / Akari / Fall Back Time                                | JP11 Platin (Digital) + Gold (Downloads) · (10 Wo.)JP                                                                                          | Erstveröffentlichung: 23. April 2008 Verkäufe JP: + 33.346 |
| 2008 | Aitakute / Morning-Evening / Goin’ Places Time                   | JP21 (6 Wo.)JP | Erstveröffentlichung: 25. Juni 2008 Verkäufe JP: + 6.498 |
| 2008 | Tada, arigatō Time                                               | JP28 Platin (Digital) + Gold (Downloads) · (6 Wo.)JP                                                                                           | Erstveröffentlichung: 27. August 2008 Verkäufe JP: + 4.851 |
| 2009 | Aishiteru 10 Years & Forever                                     | JP12 Platin (Digital) + Gold (Downloads) · (5 Wo.)JP                                                                                           | Erstveröffentlichung: 10. Juni 2009 Verkäufe JP: + 7.686 |
| 2009 | Niji-iro no Sakana / Open Happiness / Monster 10 Years & Forever | JP22 (4 Wo.)JP | Erstveröffentlichung: 28. Oktober 2009 Verkäufe JP: + 5.000                                                                                                   |
| 2010 | Sakura 10 Years & Forever                                        | JP19 (5 Wo.)JP | Erstveröffentlichung: 17. März 2010 Verkäufe JP: + 6.000 |
| 2010 | Sunshine / Fast Forward Westview / 10 Years & Forever            | JP53 (7 Wo.)JP | Erstveröffentlichung: 24. November 2010 Verkäufe JP: + 5.000                                                                                                  |
| 2011 | Headlight Somewhere Out There                                    | JP30 Gold (Digital) · (5 Wo.)JP | Erstveröffentlichung: 26. Oktober 2011 Verkäufe JP: + 6.300                                                                                                   |
| 2012 | Hero Somewhere Out There                                         | JP54 (2 Wo.)JP | Erstveröffentlichung: 25. Januar 2012 Verkäufe JP: + 1.800 |
| 2012 | A Christmas Song DNA                                             | JP22 (4 Wo.)JP | Erstveröffentlichung: 5. Dezember 2012 |
| 2013 | If DNA                                                           | JP64 (2 Wo.)JP | Erstveröffentlichung: 27. Februar 2013 |
| 2013 | Story DNA                                                        | JP59 (1 Wo.)JP | Erstveröffentlichung: 12. Juni 2013 |
| 2014 | Natsu no Jōji Colour by Number                                   | JP64 (1 Wo.)JP | Erstveröffentlichung: 16. Juli 2014 |
| 2014 | You Are Not Alone Colour by Number                               | JP105 (1 Wo.)JP | Erstveröffentlichung: 10. September 2014 |
| 2016 | A.I. am Human Enigma                                             | JP90 (1 Wo.)JP | Erstveröffentlichung: 7. Dezember 2016 |
| 2017 | Is This Love? Enigma                                             | JP96 (1 Wo.)JP | Erstveröffentlichung: 5. April 2017 |

### Videoalben
| Jahr | Titel                         | Höchstplatzierung, Gesamtwochen, AuszeichnungChartsChartplatzierungen (Jahr, Titel, Platzierungen, Wochen, Auszeichnungen, Anmerkungen) | Anmerkungen                            |
| Jahr | Titel                         | JP | Anmerkungen                            |
| ---- | ----------------------------- | --- | -------------------------------------- |
| 2010 | Monkey Majik Music Video Best | JP71 (1 Wo.)JP | Erstveröffentlichung: 8. Dezember 2010 |
| 2016 | Live at The Globe Tokyo       | JP83 (1 Wo.)JP | Erstveröffentlichung: 7. Dezember 2016 |
| 2017 | Year oF the Monkey            | JP85 (1 Wo.)JP | Erstveröffentlichung: 5. April 2017    |